# Толмачёва, Анна (актриса)
Анна Толмачёва (род. 15 июня 1968, Днепропетровск) — советская актриса. Более знакома зрителям по роли Шмаковой в фильме «Чучело».

## Биография
Анна родилась 15 июня 1968 года в Днепропетровске. Училась в днепропетровской средней школе № 69, затем — в Дархане и Хутуле (Монголия). 
Её первой и единственной работой в кино стала роль шестиклассницы Шмаковой в фильме «Чучело».
В 1990 году окончила Приднепровскую государственную академию строительства и архитектуры (ПГАСиА) в Днепропетровске. Некоторое время работала архитектором.
Живет в Днепропетровске (ныне Днепр).

## Личная жизнь
Анна дважды была замужем. От первого брака у неё родился сын. Во втором браке она родила дочь Арину.

## Фильмография
- 1983 — Чучело — Шмакова;
- Звёздочки любимых фильмов (документальный) (2012)